# Generation Doom
Generation Doom è il settimo album in studio del gruppo musicale statunitense Otep, pubblicato il 15 aprile 2016 dalla Napalm Records.
Esiste anche una versione Limited Edition, con tre bonus tracks aggiuntive.

## Tracce
1. Zero – 3:13
2. Feeding Frenzy – 3:56
3. Lords of War – 5:06
4. Royals – 3:27
5. In Cold Blood – 3:59
6. Down – 2:54
7. God Is a Gun – 2:47
8. Equal Rights, Equal Lefts – 3:31
9. No Color – 5:43
10. Lie – 3:34
11. Generation Doom – 4:28
12. On the Shore – 4:18

Tracce bonus dell'edizione limitata
1. Lie (Acoustic Version) – 3:27
2. Breathing in the Fire (Spoken Word Poem) – 2:21
3. On the Shore (Jonny Dope Remix) – 10:17 – dopo 3:06 minuti dal termine del brano (3:21-6:27) inizia una traccia fantasma senza titolo

## Formazione
Gruppo
- Otep Shamaya - voce
- Aristotelis Mihalopoulos - chitarra
- Corey Wolford - basso
- Justin Kier - batteria

Altri musicisti
- Jonny Litten - tastiera